# Neomorphus squamiger
Neomorphus squamiger là một loài chim trong họ Cuculidae.